# Irpa Irpa
Irpa Irpa – miasto w Boliwii, w departamencie Cochabamba, w prowincji Capinota.